# Ferricoronadita
La ferricoronadita és un mineral de la classe dels òxids, que pertany al grup de l'hol·landita. Rep el seu nom per la seva relació amb la coronadita.

## Característiques
La ferricoronadita és un òxid de fórmula química Pb(Mn₆4+Fe₂3+)O16. Va ser aprovada com a espècie vàlida per l'Associació Mineralògica Internacional l'any 2016. És l'anàleg amb Fe3+ de la coronadita. Químicament està relacionada amb la lindqvistita, la plumboferrita, la zenzenita i la magnetoplumbita. Cristal·litza en el sistema tetragonal. Es troba en petites venes de fins a 8 mil·límetres de gruix, en agregats granulars compostos principalment per espinel·les amb zinc dominant. La seva estructura es basa en cadenes dobles que comprenen octàedres centrats de (Mn, Fe, Ti) que comparteixen arestes; les cadenes tenen vèrtexs comuns, formant així un pseudo-marc; els cations grans (Pb, Ba) resideixen en els túnels en aquest marc.

## Formació i jaciments
Va ser descoberta a la vall de Babuna dels monts Jakupica, a Nejílovo (Municipi de Veles, Macedònia del Nord). Es tracta de l'únic indret on ha estat descrita aquesta espècie mineral. Sol trobar-se associada a altres minerals com: almeidaïta, barita, franklinita, gahnita, heterolita, quars, romeïta, moscovita zínquica, talc zínquic, zircó i dues espècies encara sense anomenar: Unnamed (Mn analogue of plumboferrite) i Unnamed (Mn analogue of plumboferrite).